# Foho Gelapor
Der Foho Gelapor ist ein Berg im osttimoresischen Verwaltungsamt Lolotoe (Gemeinde Bobonaro). Er befindet sich im Süden Lolotoes, nah der Grenze zur Gemeinde Cova Lima, in der Aldeia Mape (Suco Opa). Er hat eine Höhe von 619 m.
Nordwestlich liegt der Baharba (610 m), nordöstlich der Salili (575 m) und südlich in Cova Lima der Pego (453 m). Die Region ist von dichten Tiefland-Feuchtwäldern bedeckt. Südlich des Flusses Foura gibt es in Opa keine Besiedlung.